# Madeirahagedis
De madeirahagedis (Teira dugesii) is een hagedis uit de familie echte hagedissen (Lacertidae).

## Naam en indeling
De wetenschappelijke naam van de soort werd voor het eerst voorgesteld door Henri Milne-Edwards in 1829. Oorspronkelijk werd de wetenschappelijke naam Lacerta dugesii gebruikt. De hagedis werd vroeger tot de geslachten Lacerta en Podarcis gerekend.
Het is tegenwoordig de enige soort uit het monotypische geslacht Teira, sinds voormalige Teira-soorten tot andere geslachten worden gerekend op basis van nieuwe inzichten.

## Verspreiding en habitat
De madeirahagedis komt oorspronkelijk endemisch voor op het eiland Madeira, behorend tot de Portugese eilandengroep Ilhas Desertas. De soort is op een aantal andere plaatsen geïntroduceerd en heeft zich hier als exoot weten te handhaven. De hagedis heeft zich gevestigd op enkele eilanden behorend tot de Azoren, de haven van de Portugese hoofdstad Lissabon en een aantal eilanden behorend tot de Portugese Ilhas Selvagens.

## Beschermingsstatus
Door de internationale natuurbeschermingsorganisatie IUCN is de beschermingsstatus 'veilig' toegewezen (Least Concern of LC).

## Ondersoorten
De madeirahagedis wordt vertegenwoordigd door vier ondersoorten die voornamelijk verschillen in uiterlijk en het verspreidingsgebied. Deze zijn in onderstaande tabel weergegeven, met de auteur en het verspreidingsgebied.
| Naam                      | Auteur                          | Verspreidingsgebied                            |
| ------------------------- | ------------------------------- | ---------------------------------------------- |
| Teira dugesii dugesii     | Milne-Edwards, 1829             | Het grootste deel van het verspreidingsgebied. |
| Teira dugesii jogeri      | Bischoff, Osenegg & Mayer, 1989 | Porto Santo                                    |
| Teira dugesii mauli       | Mertens, 1938                   | Ilhas Desertas                                 |
| Teira dugesii selvagensis | Bischoff, Osenegg & Mayer, 1989 | Selvagem Grande                                |